# Van van de Vijver
Van van de Vijver is een van oorsprong Surinaamse achternaam. Het is een van de weinige Nederlandse achternamen met drie voorvoegsels. Andere voorbeelden zijn De van der Schueren en Voor in 't Holt.
De eerste naamdrager, Albertus van van de Vijver, kreeg deze achternaam van zijn 'eigenaar' Pierre David van de Vijver. De naam betekent dus eigendom cq afkomstig 'van' Van de Vijver. De familienaam is sterk verbonden met het slavernijverleden van Suriname.

## Aantallen naamdragers

### Nederland
In 2007 kwam de naam in Nederland 11 keer voor. De grootste concentratie woonde toen in Rotterdam. In 1947 kwam de naam niet voor; dit kan een administratieve fout zijn, omdat 2x 'van' door velen als foutief werd ervaren.

### België
In België komt de naam niet voor.